# Ernst Waidele von Willingen
Ernst rytíř Waidele von Willingen (22. března 1806 Olomouc – 21. června 1870 Praha) byl rakouský právník, soudce a politik německé národnosti, působící z velké části v českých zemích; od 50. let 19. století prezident zemského soudu v Praze, v 60. letech 19. století poslanec Českého zemského sněmu a Říšské rady.

## Biografie
Jeho otcem byl lékař a vysokoškolský učitel z Olomouce Dominik Waidele. Ernst Waidele vystudoval práva na Františkově univerzitě v Olomouci. Promován byl roku 1829 a nastoupil k trestnímu soudu do Brna na praxi. Jako koncipista pak přešel na dvorskou komorní prokuraturu do Vídně a roku 1832 se stal pomocným referentem na haličské komorní prokuratuře v Lvově. Zde se roku 1836 stal fiskálním adjunktem a roku 1844 zemským radou. Roku 1847 byl ustanoven radou apelačního soudu. Roku 1848 byl povolán do Vídně. Zde byl roku 1850 ustanoven zástupcem generálního prokurátora a roku 1854 radou vrchního zemského soudu. Roku 1854 přešel do Prahy, kde se stal prezidentem zemského soudu. Zasloužil se o rozvoj rakouské justice. Za jeho působení došlo k přístavbě a rozšíření budovy pražského zemského soudu. Publikoval i odborné studie.
19. října 1855 byl povýšen do šlechtického stavu (von Willingen). 7. ledna 1866 pak mu byl udělen Císařský rakouský řád Leopoldův a povýšen na rytíře. Později roku 1866 se mu dostalo od císaře za loajálnost a činy během okupace Pruskem výrazu Nejvyšší spokojenosti. Roku 1869 získal i Řád Františka Josefa (komturní kříž).
Po obnovení ústavního života v Rakouském císařství počátkem 60. let 19. století se zapojil i do zemské a celostátní politiky. V zemských volbách v Čechách v roce 1861 byl zvolen v kurii venkovských obcí (obvod Žlutice – Bochov) do Českého zemského sněmu jako oficiální kandidát německého volebního výboru. V roce 1866 na poslanecké křeslo rezignoval (v září 1866 už se uvádí mezi rezignovavšími poslanci), byl ale následně do sněmu zvolen v říjnu 1869 za velkostatkářkou kurii (svěřenecké velkostatky).
V téže době také zasedal v Říšské radě (celostátní zákonodárný sbor), kam ho vyslal zemský sněm roku 1861 (tehdy ještě Říšská rada nevolena přímo, ale tvořena delegáty jednotlivých zemských sněmů). Opětovně se sem vrátil roku 1869. 11. prosince 1869 složil poslanecký slib. Kvůli nemoci se ale již nemohl účastnil posledního zasedání Říšské rady.
Když se roku 1861 poprvé sešel zemský sněm, zvolili si ho němečtí poslanci prvním předsedou svého poslaneckého klubu. Při vystupování v zákonodárných sborech se profiloval jako odborník na právní otázky a liberál. Náležel k takzvané Ústavní straně, která odmítala české státoprávní požadavky i feudální konzervativce a prosazovala centralizovaný koncept rakouského státu. Utkával se argumentačně s konzervativně orientovaným ministerským předsedou Richardem Belcredim. Byl například zpravodajem menšiny při projednávání vládního návrhu zákona o pozemkových knihách.
Zemřel v červnu 1870 po delší nemoci.